# 전투요정 유키카제
전투요정 유키카제(일본어: 戦闘妖精・雪風 센토우요우세이・유키카제[*])는 일본의 소설가 칸바야시 쵸헤이의 과학 소설 및, 애니메이션 프로덕션 곤조에서 제작한 애니메이션 시리즈를 말한다. 총 5편의 OVA가 발매되었다.
JAM이라 불리는 이종 지성체와의 전쟁을 통해 인간과 JAM과 인간이 만든 기계의 싸움과 그 갈등을 묘사한 이야기이다.
잡지 'SF매거진'에서 1979년부터 1983년까지 연재된 연작 단편으로, 1984년에 '전투요정 유키카제'라는 제목으로 문고판으로 엮였다. 1992년부터 동 잡지에 단편적으로 속편을 연재하기 시작했으며, 속편은 1999년 하드커버 단행본 '굿럭 전투요정 유키카제'라는 제목으로 출간되었다. 이후 2001년에 '굿럭 전투요정 유키카제'의 문고판이 출간되었으며, 2002년에는 '전투요정 유키카제<개(改)>'라는 제목으로 본편 '전투요정 유키카제'의 개정판이 출간되었다. 이 개정판은 2007년 12월에 대원씨아이에서 한국어판 1권이 출간됨을 시작으로 2008년 11월 현재 총 3권이 발매되어 있다.
1985년 성운상 일본부문 장편 수상작. 2000년에는 '굿럭 전투요정 유키카제'가 마찬가지로 성운상을 수상하였다.

## 애니메이션 개관
전투요정 유키카제 애니메이션 시리즈를 제작하는 GONZO는 이전 청의 6호, 반드레드 등의 작품에서도 보여주었던 환상적인 컴퓨터 그래픽 기술을 이 작품에서도 활용, 평단의 찬사를 받았다. 애니메이션의 제작은 일본 항공자위대의 전면 협조로 제작진의 모의 이륙 체험 및 음향 효과 녹음이 이루어져 화제가 되었다. 애니메이션은 원작과 다른 점이 있다.

## 배경
몇십 년 후의 근미래, JAM이라 불리는 미지의 외계 세력이 남극에 갑자기 나타난 차원 통로를 통해 지구를 침략했다. UN은 방위군을 조직해 외계 세력을 막고 그들을 '페어리'라 불리는 차원 통로 반대편의 행성으로 몰아 넣는 데에 성공했으며, 인류는 페어리에 기지를 건설하고 페어리 공군을 창설하여 상주하면서 JAM에 맞서게 되었다.
설립 초기의 FAF(Fairy Air Force. 페어리 공군)은 각국의 엘리트로 구성된 초국가적 정예 단체였으나, 전쟁이 소모전으로 변해감에 따라 재원의 손실을 우려한 각국은 범죄자들 중 재능있는 자들을 선발. 훈련을 거쳐 FAF으로서 복역하게 하여 점차적으로 형무소 별관이나 다름없는 형태를 띠게 되었다.
이 페어리 공군에서도 특별한 성격을 띤 특수전(SAF)이 있었는데, 이들은 최첨단의 인공지능과 중화기로 무장한 정보 수집기에 탑승하여 출전하되 '설령 아군이 격추당하더라도 참전하지 말고, 오로지 적의 정보를 수집하여 반드시 귀환하는' 것을 임무로 삼고 있다. 이에 소속된 3번기(SAF-V-05003) 퍼스널 네임  '유키카제' 의 파일럿인 주인공 후카이 레이 소위는 오직 자신이 조종하는 유키카제만을 신용하고, 그 외의 모든 것을 자신과는 관계 없는 것으로서 거부하며 나날이 계속되는 비정한 임무를 수행한다.